# RWS Noordzee
Rijkswaterstaat Noordzee, was van april 1971 tot april 2013 als onderdeel van de Rijkswaterstaat de beheersdienst voor de kustwateren en het Nederlandse deel van het Continentaal Plat De dienst is daarmee verantwoordelijk voor een veilige scheepvaart op de Noordzee en een goede waterkwaliteit van het oppervlaktewater. Daarnaast is de dienst verantwoordelijk voor grootschalig baggeren en kustsuppleties in heel Nederland. In de negentiger jaren van de 20e eeuw is de toenmalige Vaarwegmarkeringsdienst onderdeel geworden van de directie Noordzee. Tevens is de Rijksrederij onderdeel van RWS Noordzee. 
De dienst is ingesteld op 1 april 1971 toen door het toenemend belang van de delfstoffenwinning op het Continentaal Plat een goed waterstaatkundig beheer van  groot belang werd. Aanvankelijk werd gesproken van directie Noordzee; sedert 2004 heet de dienst RWS Noordzee. Op 1 april is de dienst gefuseerd met RWS Zeeland tot RWS Zee en Delta.